# Utah Stars
Gli Utah Stars furono una franchigia di pallacanestro della American Basketball Association, attiva, sotto diversi nomi e in diverse città, tra il 1967 e il 1976.

## Anaheim Amigos
La franchigia venne creata nel 1967 ad Anaheim, assumendo il nome di Anaheim Amigos. La stagione 1967-68 si chiuse con il penultimo posto nella ABA Western Division, e con un debito di 500.000 dollari accumulato dai proprietari.

## Los Angeles Stars
La franchigia venne quindi ceduta a Jim Kirst, che decise di trasferirla a Los Angeles, e di cambiare il nome in Los Angeles Stars. La prima stagione non fu molto positiva, ma in quella successiva, nonostante il quarto posto nel tabellone dei Playoffs del 1970, la squadra guidata da Bill Sharman con due giocatori importanti come Mack Calvin e Willie Wise alla loro prima stagione in ABA, George Stone e dal centro Craig Raymond riuscì a battere dapprima i Dallas Chaparrals e poi i Denver Rockets e a raggiungere le finali, dove fu però sconfitta dagli Indiana Pacers per 4 gare a 2.

## Utah Stars

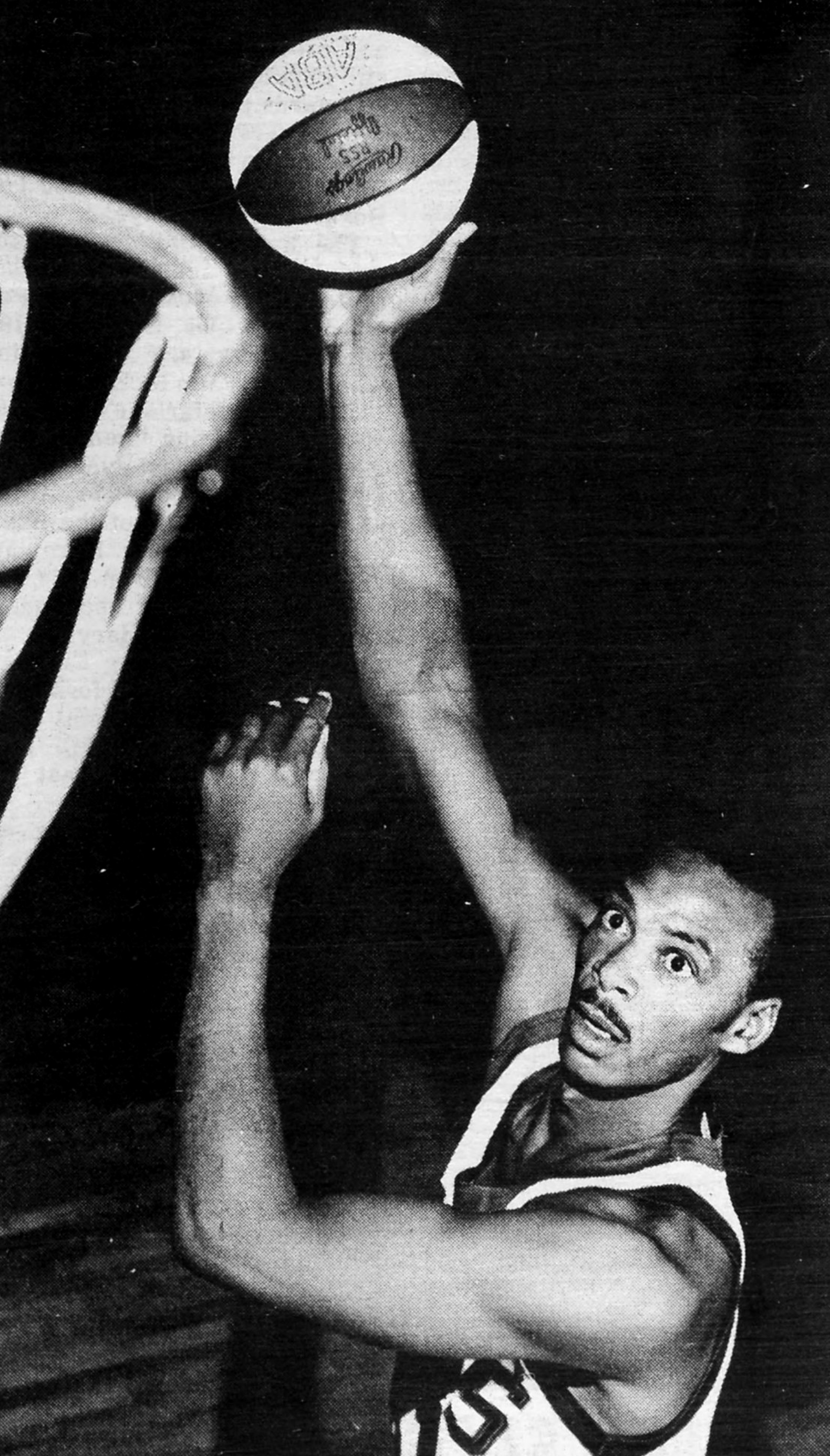
Zelmo Beaty nominato MVP dei Playoff 1971

Nel giugno del 1970, nonostante importanti prospettive sportive, la franchigia venne ceduta a Bill Daniels, che dopo aver pensato di spostare la squadra ad Albuquerque la trasferì a Salt Lake City, e che ne cambiò il nome in Utah Stars.
Zelmo Beaty dopo un anno in cui, com'era successo a Rick Barry, non aveva potuto scendere in campo a causa della decisione di un giudice per una clausola a favore dell'NBA, poté finalmente giocare.
La prima stagione nello Utah fu coronata con la vittoria del campionato ABA 1971 contro i Kentucky Colonels per 4 gare a 3, dopo aver sconfitto precedentemente i campioni in carica degli Indiana Pacers in 7 partite, con il premio di MVP assegnato a Zelmo Beaty che chiuderà i playoff con 23,2 punti e 14,6 rimbalzi di media a partita.
La prima stagione a Salt Lake City registrò nelle 42 partite giocate in casa dagli Stars un totale di 262.342 spettatori, un record per l'ABA fino a quel momento.
Nelle due stagioni successive, nonostante altrettante vittorie della Western Division (Regular Season), la squadra fu sempre sconfitta nei playoffs dagli Indiana Pacers. Nella stagione 1973-74, riuscì a battere la formazione di Indianapolis e a raggiungere le ABA Finals 1974, dove però fu sconfitta dai New York Nets di Julius Erving.
La stagione 1974-1975, nonostante l'arrivo del futuro Hall of Fame Moses Malone arrivato direttamente dall'high school e la grande annata di Ron Boone da 25,2 punti a partita, gli Stars che avevano venduto Zelmo Beaty, Willie Wise e Jimmy Jones in estate non riusciranno a ripetere i risultati delle stagioni precedenti, anche se si qualificheranno per i playoff per la quinta volta consecutiva, venendo eliminati per 4 gare a 2 dai campioni della Western Division (Regular Season) dei Denver Nuggets.
I problemi finanziari del proprietario Bill Daniels, non collegati ai risultati della squadra, iniziarono a farsi sentire anche a  seguito della sua campagna elettorale non andata a buon fine per diventare governatore dello stato del Colorado  tanto che, il 2 dicembre del 1975, dopo appena 16 partite, la Lega decise lo scioglimento della franchigia con i giocatori migliori che furono ceduti agli Spirits of Saint Louis, con cui in precedenza si era parlato di una possibile fusione fra le due franchigie.

## Record stagione per stagione
| Campione ABA | Campione di Division (Playoffs) | Campione di Division (Regular Season) |

| Stagione          | V   | P   | %    | Play-off                                                               | Risultati                                                                |
| ----------------- | --- | --- | ---- | ---------------------------------------------------------------------- | ------------------------------------------------------------------------ |
| Anaheim Amigos    |     |     |      |                                                                        |                                                                          |
| 1967-68           | 25  | 53  | 32,1 | -                                                                      |                                                                          |
| Los Angeles Stars |     |     |      |                                                                        |                                                                          |
| 1968-69           | 33  | 45  | 42,3 | -                                                                      |                                                                          |
| 1969-70           | 43  | 41  | 51,2 | Vincono Semifinali Division Vincono Finali Division Perdono Finali ABA | Los Angeles 4, Dallas 2 Los Angeles 4, Denver 1 Indiana 4, Los Angeles 2 |
| Utah Stars        |     |     |      |                                                                        |                                                                          |
| 1970-71           | 57  | 27  | 67,9 | Vincono Semifinali Division Vincono Finali Division Vincono Finali ABA | Utah 4, Texas 0 Utah 4, Indiana 3 Utah 4, Kentucky 3                     |
| 1971-72           | 60  | 24  | 71,4 | Vincono Semifinali Division Perdono Finali Division                    | Utah 4, Dallas 0 Indiana 4, Utah 3                                       |
| 1972-73           | 55  | 29  | 65,5 | Vincono Semifinali Division Perdono Finali Division                    | Utah 4, San Diego 0 Indiana 4, Utah 2                                    |
| 1973-74           | 51  | 33  | 60,7 | Vincono Semifinali Division Vincono Finali Division Perdono Finali ABA | Utah 4, San Diego 2 Utah 4, Indiana 3 New York 4, Utah 1                 |
| 1974-75           | 38  | 46  | 45,2 | Perdono Semifinali Division                                            | Denver 4, Utah 2                                                         |
| 1975-76           | 4   | 12  | 25,0 | -                                                                      | -                                                                        |
| Totale ABA        | 366 | 310 | 54,1 |                                                                        |                                                                          |
| Playoff ABA       | 46  | 34  | 57,5 | 1 Titolo ABA                                                           | 1 Titolo ABA                                                             |

## Membri della Basketball Hall of Fame
| Membri dei Los Angeles/Utah Stars nella Basketball Hall of Fame | Membri dei Los Angeles/Utah Stars nella Basketball Hall of Fame | Membri dei Los Angeles/Utah Stars nella Basketball Hall of Fame | Membri dei Los Angeles/Utah Stars nella Basketball Hall of Fame | Membri dei Los Angeles/Utah Stars nella Basketball Hall of Fame |
| Giocatori                                                       | Giocatori                                                       | Giocatori                                                       | Giocatori                                                       | Giocatori                                                       |
| Num.                                                            | Nome                                                            | Ruolo                                                           | Stagione/i                                                      | Introdotto                                                      |
| --------------------------------------------------------------- | --------------------------------------------------------------- | --------------------------------------------------------------- | --------------------------------------------------------------- | --------------------------------------------------------------- |
| 22                                                              | Moses Malone                                                    | C                                                               | 1974–1975                                                       | 2001                                                            |
| 35                                                              | Roger Brown 2                                                   | AP                                                              | 1974–1975                                                       | 2013                                                            |
| 31                                                              | Zelmo Beaty                                                     | C/AG                                                            | 1970–1974                                                       | 2016                                                            |
| Allenatori                                                      |                                                                 |                                                                 |                                                                 |                                                                 |
| Nome                                                            | Nome                                                            | Ruolo                                                           | Stagione/i                                                      | Introdotto                                                      |
| Bill Sharman                                                    | Bill Sharman                                                    | Allenatore                                                      | 1968–1971                                                       | 2004                                                            |
| Del Harris                                                      | Del Harris                                                      | Assistente                                                      | 1975–1976                                                       | 2022                                                            |

## Allenatori
| Legenda | Legenda                                                             |
| ------- | ------------------------------------------------------------------- |
| PA      | Partite allenate                                                    |
| V       | Vittorie                                                            |
| S       | Sconfitte                                                           |
| V%      | Percentuale di vittorie                                             |
|         | Ha trascorso l'intera sua carriera da allenatore ABA con i Colonels |
|         | Eletto nella Basketball Hall of Fame                                |

| Anaheim Amigos    |                  |           |     |     |    |      |    |    |   |      |                   |       |
| 1                 | Al Brightman     | 1967      | 36  | 12  | 24 | .333 | —  | —  | — | —    |                   | [ 2 ] |
| 2                 | Harry Dinnel     | 1967–1968 | 42  | 13  | 29 | .310 | —  | —  | — | —    |                   | [ 3 ] |
| Los Angeles Stars |                  |           |     |     |    |      |    |    |   |      |                   |       |
| 3                 | Bill Sharman     | 1968-1970 | 162 | 76  | 86 | .469 | 17 | 10 | 7 | .588 |                   | [ 4 ] |
| Utah Stars        |                  |           |     |     |    |      |    |    |   |      |                   |       |
| —                 | Bill Sharman     | 1970-1971 | 84  | 57  | 27 | .679 | 18 | 12 | 6 | .667 | 1 Titolo ABA 1971 | [ 4 ] |
| 4                 | LaDell Andersen  | 1971-1973 | 168 | 115 | 53 | .685 | 21 | 13 | 8 | .619 |                   | [ 5 ] |
| 5                 | Joe Mullaney     | 1973–1974 | 84  | 51  | 33 | .607 | 18 | 9  | 9 | .500 |                   | [ 6 ] |
| 6                 | Bucky Buckwalter | 1974–1975 | 56  | 24  | 32 | .429 | —  | —  | — | —    |                   | [ 7 ] |
| 7                 | Tom Nissalke     | 1975      | 44  | 18  | 26 | .409 | 6  | 2  | 4 | .333 |                   | [ 8 ] |

## Leader di franchigia
Le statistiche prendono in considerazione le partite di regular season ABA.
1. Willie Wise: 8.147
2. Ron Boone: 7.358
3. Zelmo Beaty: 6.100
4. Jimmy Jones: 3.939
5. George Stone: 3.458

1. Willie Wise: 19,7
2. Zelmo Beaty: 19,1
3. Ron Boone: 18,6
4. Jimmy Jones: 16,3
5. Ben Warley: 16,3

1. Willie Wise: 413
2. Ron Boone: 396
3. Zelmo Beaty: 319
4. Gerald Govan: 251
5. George Stone: 243

1. Ron Boone: 276
2. Jimmy Jones: 154
3. Gerald Govan: 132
4. Willie Wise: 118
5. Moses Malone: 85

1. Willie Wise: 3.958
2. Zelmo Beaty: 3.716
3. Gerald Govan: 2.124
4. Ron Boone: 1.984
5. Warren Davis: 1.843

1. Zelmo Beaty: 143
2. Moses Malone: 128
3. Jim Eakins: 94
4. Gerald Govan: 86
5. Bruce Seals: 73

1. Ron Boone: 1.564
2. Jimmy Jones: 1.362
3. Willie Wise: 1.273
4. Merv Jackson: 731
5. Gerald Govan: 725

1. Glen Combs: 209
2. Les Selvage: 147
3. George Stone: 144
4. Ben Warley: 83
5. Ron Boone: 65

## Palmarès
Titoli ABA: 1
Utah Stars: 1971
Titoli ABA Division (Playoffs): 3
Los Angeles Stars: 1970
Utah Stars: 1971, 1974
Titoli ABA Division (Regular Season): 3 (record condiviso con gli Indiana Pacers)
Utah Stars: 1971-72, 1972-73, 1973-74

## Riconoscimenti individuali
ABA Playoffs Most Valuable Player
- Zelmo Beaty - 1971

ABA All-Rookie Team
- Larry Miller - 1969
- Mack Calvin - 1970
- Willie Wise - 1970
- Moses Malone - 1975

ABA Coach of the Year Award
- Bill Sharman - 1970
- Joe Mullaney - 1974

ABA All-Time Team
- Zelmo Beaty
- Ron Boone
- Roger Brown
- Mack Calvin
- Donnie Freeman
- Jimmy Jones
- Moses Malone
- Willie Wise

All-ABA First Team
- Jimmy Jones - 1973, 1974
- Ron Boone - 1975

All-ABA Second Team
- Zelmo Beaty - 1971, 1972
- Willie Wise - 1972, 1974
- Ron Boone - 1974

ABA All-Defensive Team
- Willie Wise - 1973, 1974

ABA All-Star Game head coaches (record)
- Bill Sharman – 1971
- LaDell Andersen – 1972, 1973
- Joe Mullaney – 1974

ABA All-Star Game
- Zelmo Beaty - 1971, 1972, 1973
- Willie Wise - 1972, 1973, 1974
- Ron Boone - 1971, 1974, 1975
- Glen Combs - 1971, 1972
- Jimmy Jones - 1973, 1974
- Ben Warley - 1968
- Larry Bunce - 1968
- Warren Davis - 1969
- Mervin Jackson - 1969
- Red Robbins - 1971
- Moses Malone - 1975

ABA Executive of the Year Award
- Carl Scheen – 1973